# فيونا جونسون
فيونا جونسون (بالإنجليزية: Fiona Johnson)‏ (مواليد 1960) وهي متزلجة جبال الألب من نيوزيلندا. احتلت المرتبة 30 في سباق التعرج العملاق خلال دورة الألعاب الأولمبية الشتوية لعام 1980 في ليك بلاسيد. كما كانت عمتها أنيت جونسون متزلجة على جبال الألب في دورة الألعاب الأولمبية الشتوية لعام 1952.

## وصلات خارجية
- فيونا جونسون على موقع أوليمبيديا (الإنجليزية)
- فيونا جونسون على موقع اللجنة الأولمبية النيوزيلندية (الإنجليزية)